# Amandus Hubertus van Moorsel
Amandus Hubertus van Moorsel (Helmond, 3 november 1749 - Eindhoven, 29 oktober 1822) is een voormalig burgemeester van de Nederlandse stad Eindhoven.
Van Moorsel werd geboren als zoon van de Eindhovense burgemeester Hendrik van Moorsel en Petronella van den Bos. In 1786 was hij lid van het Eindhovens Patriotistisch Genootschap 'de Vaderlandsche Sociëteit Concordia’.
Hij was apotheker, burgemeester in 1778 en 1779, raad van Eindhoven in 1795, municipaliteitslid en schoolopziener in 1806, schepen, maire in 1812 en 1813, burgemeester van 1814 tot aan zijn dood in 1822, waarvan in 1816, 1817 en 1820 presiderend. In 1815 was hij voorzitter van de Commissie van Onderwijs in Noord-Brabant en president-regent der gevangenissen.
Hij trouwde op 6 mei 1783 met Catharina Elisabeth Delgeur, dochter van Adolphus Delgeur en Catharina Godding, geboren te Maastricht op 21 december 1750, overleden in Eindhoven als fabrikante op 12 april 1831.